# Politica Sloveniei
Slovenia este republică parlamentară, cu o democrație multipartită.
Președintele sloven este ales prin vot universal pentru un mandat de 5 ani. Conform constituției, el poate avea două mandate, după care nu mai are voie să candideze.
Parlamentul Sloven este bicameral. Adunarea Națională, Državni zbor, este alcătuită din 90 de scaune dintre care  două sunt rezervate reprezentanților minorității maghiare și a celei italiene. Consiliul Național, Državni svet, este alcătuit din 40 de scaune și reprezintă interesele  economice, sociale și profesionale de la nivel local. Alegerile parlamentare se țin la fiecare patru ani. 